# Temnoscheila caerulea
Temnoscheila caerulea is een keversoort uit de familie schorsknaagkevers (Trogossitidae). De wetenschappelijke naam van de soort werd in 1790 gepubliceerd door Olivier als Trogossita caerulea